# Kiss Anna Laura
Kiss Anna Laura (1994. július 11. –) magyar színésznő.
Legismertebb szerepe a Holnap Tali! című sorozat Larája, a Drága Örökösök Stefije és A Séf meg a többiek Natija.

## Életútja
Pályáját a gimnáziumi diákszínjátszó körben kezdte, majd a Pesti Magyar Színiakadémián tanult. Az országos ismertséget a Holnap Tali! sorozatban Lara szerepe hozta meg számára. A Magyar Színházban játszik, emellett az RTL Klubon futott Drága örökösök sorozatban Varga Stefániát alakította.

### Magánélete
2021-ben született meg gyermeke. Párja Bálint Barna táncművész.

## Fontosabb szerepei
- SunCity (2017)[8]

## Filmográfia
- Drága örökösök – A visszatérés (2022–2024)
- A Séf meg a többiek (2022)
- Drága örökösök (2019-2020)[9]
- 200 első randi (2018)
- Holnap tali – A premier (2018)
- Holnap Tali! (2016-2017)[10]
- Emma (2016)[11]
- Fel az úton aztán jobbra (2018)[12]
- In your shoes (2015)[13]